# John McGiver

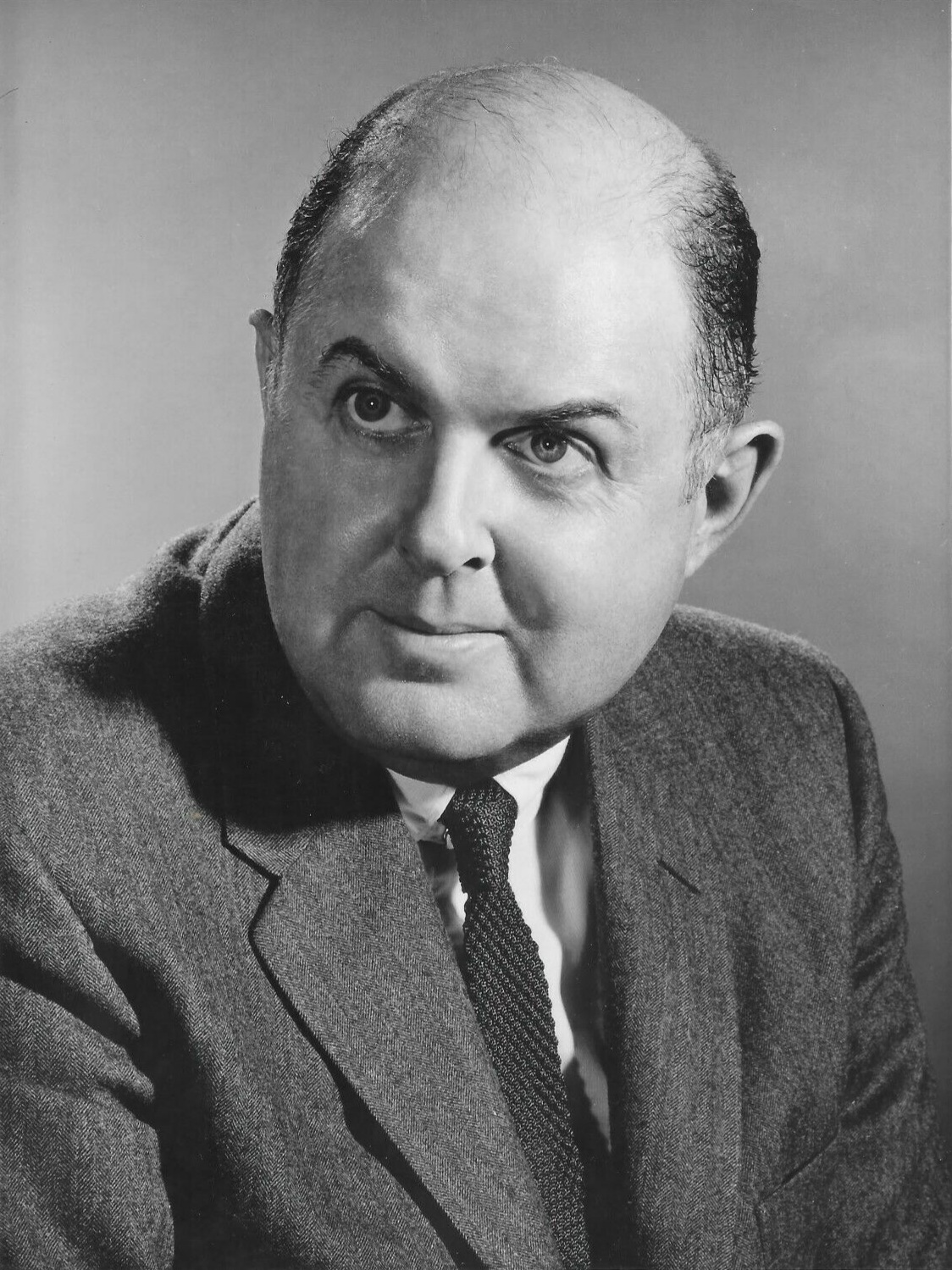
John McGiver bei der US Sitcom „Many Happy Returns“ (1964)

John McGiver (* 5. November 1913 in New York City; † 9. September 1975 in West Fulton, New York) war ein US-amerikanischer Filmschauspieler.

## Leben und Karriere
John McGiver wurde als Sohn irischer Einwanderer in New York City geboren. Er arbeitete zunächst hauptberuflich als Englischlehrer an einer Highschool, in seiner Freizeit betätigte er sich als Regisseur und Schauspieler am Irish Repertory Theatre in New York. Zwischenzeitlich diente er als Soldat im Zweiten Weltkrieg. Bereits seit Universitätszeiten hatte er die Intention gehegt, Schauspieler zu werden, doch erst der Zufall – ein alter Schulkollege und Theaterproduzent bot ihm eine Hauptrolle an, da der Star spontan die Produktion verlassen hatte – brachte McGiver im Jahr 1955 hauptberuflich in die Schauspielerei. Dies war der Beginn einer erfolgreichen Karriere als Charakterdarsteller für den eher kleingewachsenen, glatzköpfigen McGiver.
In den Jahren von 1955 bis 1975 wirkte McGiver in mehr als 100 Film- und Fernsehrollen mit, häufig als Darsteller von spießigen oder bürokratischen, oft komisch angelegten Nebenfiguren. Seine erste Filmrolle erhielt er 1957 in Billy Wilders Komödie Ariane – Liebe am Nachmittag, wo er einen betrogenen, fatalistisch erscheinenden Ehemann spielte, der den von Gary Cooper gespielten Liebhaber seiner Frau umbringen will. Zu seinen bekannteren Rollen zählen außerdem der freundliche Tiffany-Verkäufer in der romantischen Komödie Frühstück bei Tiffany (1961), der ehrenhafte, aber unglückselige Senator Thomas Jordan in dem Thriller Botschafter der Angst (1962) sowie der religiöse Fanatiker Mr. O’Daniel in dem oscarprämierten Filmdrama Asphalt-Cowboy (1969).
Von 1947 bis zu seinem Tod war er mit seiner Frau Ruth Schmigelsky verheiratet, mit der er zehn Kinder hatte. Im September 1975 starb McGiver im Alter von 61 Jahren an einem Herzinfarkt. Sein Sohn Boris McGiver ist ebenfalls als Schauspieler tätig.

## Filmografie (Auswahl)
- 1952–1957: Kraft Television Theatre (Fernsehserie, 7 Folgen)
- 1955–1962: The United States Steel Hour (Fernsehserie, 4 Folgen)
- 1957: Der Mann im Regenmantel (L’Homme à l’imperméable)
- 1957: Ariane – Liebe am Nachmittag (Love in the Afternoon)
- 1958: Links und rechts vom Ehebett (I Married a Woman)
- 1958/1959: Alfred Hitchcock Presents (Fernsehserie, 2 Folgen)
- 1959: Die Nervensäge (The Gazebo)
- 1961: Blond, süß und sehr naiv (Love in a Goldfish Bowl)
- 1961: Frühstück bei Tiffany (Breakfast at Tiffany’s)
- 1961: Junggeselle im Paradies (Bachelor in Paradise)
- 1961: Bonanza (Fernsehserie, Folge 3x15 Eindringlinge auf der Ponderosa)
- 1962: Mr. Hobbs macht Ferien (Mr. Hobbs Takes a Vacation)
- 1962: Botschafter der Angst (The Manchurian Candidate)
- 1962: Zeit der Anpassung (Period of Adjustment)
- 1962: Immer nur deinetwegen (Who’s Got the Action?)
- 1962: Something’s Got to Give
- 1962–1963: McKeever and the Colonel (Fernsehserie, 6 Folgen)
- 1963: Die Rache des Johnny Cool (Johnny Cool)
- 1963: In Liebe eine 1 (Take Her, She’s Mine)
- 1963: Der Ladenhüter (Who’s Minding the Store?)
- 1963/1964: Twilight Zone (Fernsehserie, 2 Folgen)
- 1963–1964: The Patty Duke Show (Fernsehserie, 5 Folgen)
- 1964: Staatsaffären (A Global Affair)
- 1964: Ein Goldfisch an der Leine (Man’s Favorite Sport?)
- 1964: Auf der Flucht (The Fugitive, Fernsehserie, Folge 1x30)
- 1964–1965: Many Happy Returns (Fernsehserie, 26 Folgen)
- 1965: Gauner gegen Gauner (The Rogues, Fernsehserie, Folge 1x29)
- 1965: Dreimal nach Mexiko (Marriage on the Rocks)
- 1965: Die Seaview – In geheimer Mission (Voyage to the Bottom of the Sea, Fernsehserie, Folge 2x11)
- 1965: The Dick Van Dyke Show (Fernsehserie, Folge 5x12)
- 1966: Solo für O.N.C.E.L. (The Man from U.N.C.L.E., Fernsehserie, Folge 2x18)
- 1966: Paris ist voller Liebe (Made in Paris)
- 1966: Spion in Spitzenhöschen (The Glass Bottom Boat)
- 1966: Gilligans Insel (Gilligan’s Island, Fernsehserie, Folge 3x07)
- 1966: Bezaubernde Jeannie (I Dream of Jeannie, Fernsehserie, Folge 2x15)
- 1967: Immer wenn er Pillen nahm (Mr. Terrific, Fernsehserie, 17 Folgen)
- 1967: Die Lady und ihre Gauner (Fitzwilly)
- 1968: High Chaparral (The High Chaparral, Fernsehserie, Folge 2x07)
- 1969: Asphalt-Cowboy (Midnight Cowboy)
- 1971: Verliebt in eine Hexe (Bewitched, Fernsehserie, Folge 7x14)
- 1971: The Name of the Game (Fernsehserie, Folge 3x18)
- 1971: Lawman
- 1971: Die Leute von der Shiloh Ranch (The Virginian, Fernsehserie, Folge 9x24)
- 1971–1972: Alle meine Lieben (The Jimmy Stewart Show, Fernsehserie, 24 Folgen)
- 1971–1972: Alias Smith und Jones (Alias Smith and Jones, Fernsehserie, 2 Folgen)
- 1972: Harvey (Fernsehfilm)
- 1973: Arnold
- 1974: Mame
- 1975: Die Semmelknödelbande (The Apple Dumpling Gang)